# فهرست فیلم‌هایی که بدترین محسوب می‌شوند
فیلم‌های فهرست‌شده در زیر توسط منتقدان برجسته در منابع رسانه‌ای مختلف به‌عنوان بدترین فیلم‌هایی که تا کنون ساخته شده‌اند، ذکر شده‌اند. نمونه‌هایی از چنین منابعی عبارتند از متاکریتیک، فهرست منفورترین فیلم‌های راجر ایبرت، راتن تومیتوز و جوایز تمشک طلایی. فیلم‌های موجود در این فهرست‌ها عموماً فیلم‌های بلندی هستند که ماهیت تجاری / هنری دارند (با هدف سودآوری، بیان اظهارات شخصی یا هر دو)، تولید حرفه‌ای یا مستقل (برخلاف تولیدات آماتور) هستند یا برای اکران در سینماها، سپس در تلویزیون، و اخیراً از طریق ویدیو به درخواست و خدمات پخش جریانی ساخته شده‌اند.

## دهه ۱۹۵۰
- گلن یا گلندا (۱۹۵۳)[۱]
- فاتح (۱۹۵۶)[۲][۳]
- نقشه ۹ از فضای بیرونی (۱۹۵۷)[۴]

## دهه ۱۹۶۰
- سانتا کلاوز مریخ را فتح می‌کند (۱۹۶۴)[۵]
- مکانی برای عشاق (۱۹۶۸)[۶]

## دهه ۱۹۷۰
- بت پوسی (اوایل دهه ۱۹۷۰)[۷][۸]
- میرا برکینریج (۱۹۷۰)[۹]
- جن‌گیر ۲: مرتد (۱۹۷۷)[۱۰]
- حمله زنبورها (۱۹۷۸)[۱۱]
- به گورت تف می‌کنم (۱۹۷۸)[۱۲][۱۳]
- کالیگولا (۱۹۷۹)[۱۴]

## دهه ۱۹۸۰
- دروازه بهشت (نسخه تئاتری، ۱۹۸۰)[۱۵][۱۶]
- اپل (۱۹۸۰)[۱۷][۱۸][۱۹]
- اینچئون (۱۹۸۱)[۲۰]
- تارزان مرد گوریلی (۱۹۸۱)[۲۱]
- هاوارد اردکه (۱۹۸۶)[۲۲]
- ایشتار (۱۹۸۷)[۲۳]

## دهه ۱۹۹۰
- کوه‌نشین ۲: سریع (نسخه تئاتری، ۱۹۹۱)[۲۴]
- برادران سوپر ماریو (۱۹۹۳)[۲۵]
- شمال (۱۹۹۴)[۲۶]
- دختران شو (۱۹۹۵)[۲۷][۲۸][۲۹][۳۰][۳۱]
- داغ ننگ (۱۹۹۵)[۳۲][۳۳][۳۴]
- استریپتیز (۱۹۹۶)[۳۵]
- بتمن و رابین (۱۹۹۷)[۳۶]
- انتقام‌جویان (۱۹۹۸)[۳۷]
- عکس‌های جدایی (۱۹۹۹)[۳۸]

## دهه ۲۰۰۰
- آوردگاه زمین (۲۰۰۰)[۳۹][۴۰][۴۱][۴۲][۴۳]
- فردی انگولک شد (۲۰۰۱)[۴۴]
- درخشش (۲۰۰۱)[۴۵]
- شیفته (۲۰۰۲)[۴۶]
- بالستیک (۲۰۰۲)[۴۷]
- اتاق (۲۰۰۳)[۴۸][۴۹][۵۰][۵۱][۵۲]
- جیلی (۲۰۰۳)[۵۳][۵۴][۵۵]
- زن گربه‌ای (۲۰۰۴)[۵۶][۵۷]
- تنها در تاریکی (۲۰۰۵)[۵۸][۵۹][۶۰]
- آتش (۲۰۰۷)[۶۱]
- فیلم حماسی (۲۰۰۷)[۶۲]
- من می‌دانم که چه کسی مرا کشت (۲۰۰۷)[۶۳]
- ملاقات با اسپارتی‌ها (۲۰۰۸)[۶۴]
- فیلم فاجعه (۲۰۰۸)[۶۵]

## دهه ۲۰۱۰
- آخرین بادافزار (۲۰۱۰)[۶۶][۶۷]
- باکی لارسون: ستاره مادرزاد (۲۰۱۱)[۶۸][۶۹]
- جک و جیل (۲۰۱۱)[۷۰][۷۱]
- اون پسر منه (۲۰۱۲)[۷۲][۷۳]
- فیلم ۴۳ (۲۰۱۳)[۷۴]
- به نظر می‌رسد (۲۰۱۴)[۷۵][۷۶]
- احساسات متحد (۲۰۱۴)[۷۷]
- بابابزرگ کثیف (۲۰۱۶)[۷۸]
- نگهبانان (۲۰۱۷)[۷۹]
- گربه‌ها (۲۰۱۹)[۸۰]

## دهه ۲۰۲۰
- ۳۶۵ روز (۲۰۲۰)[۸۱][۸۲]
- وینی پو: خون و عسل (۲۰۲۳)[۸۳][۸۴][۸۵][۸۶][۸۷]
- مادام وب (۲۰۲۴)[۸۸][۸۹][۹۰][۹۱]